# Ernest Drion du Chapois
Pour les articles homonymes, voir Drion et Chapois.
Le baron Ernest Drion du Chapois, né le 2 juillet 1869 à Gosselies et mort le 16 janvier 1942 à Gosselies, est un homme politique belge, membre du parti catholique.

## Biographie
Ernest Joseph Marie Drion du Chapois est le fils du baron Adolphe Drion du Chapois (1831-1914) et de Laure Pirmez (1835-1913). Il a vécu au château du Chapois, propriété familiale à Gosselies, avec sa sœur Émelie (1864-1948) en restant célibataire.
Docteur en droit, il est conseiller communal à Gosselies (1899), ensuite bourgmestre (mars 1900-1939). Il est élu au conseil provincial de la province de Hainaut (1898-1904).
Il accède à la Chambre des représentants comme suppléant de son père, Adolphe Drion du Chapois (1909-1919). Il est ensuite réélu député de l'arrondissement de Charleroi (1921-1939). À ce poste, il s'est spécialisé dans les questions financières et agraires.

## Distinctions
- Grand officier de l'ordre de Léopold[2](Belgique).

## Sources
1. ↑  Commune de Gosselies, « Acte de naissance n°99 » , sur Familysearch, 2 juillet 1869 (consulté le 28 juin 2023)
2. ↑  « Nécrologie », Le Soir,‎ 19 janvier 1942, p. 4 (lire en ligne )

- Bio sur ODIS

- Ressource relative à plusieurs domaines :   - ODIS